# Luca Csíkos
Luca Csíkos (* 25. Februar 2005 in Keszthely, Ungarn) ist eine ungarische Handballspielerin, die für die ungarische Nationalmannschaft aufläuft.

## Karriere

### Im Verein
Csíkos lief anfangs in ihrer Jugend für die ungarischen Vereine Hévízi SK, Marcali VSZSE und Vonyarcvashegy SE auf. Im Sommer 2018 wechselte Juhász zur Nemzeti Kézilabda Akadémia (kurz NEKA), eine von Lajos Mocsai initiierte nationale Handballakademie. In der Saison 2022/23 lief die Rückraumspielerin für NEKA erstmals in der höchsten ungarischen Spielklasse auf. Anschließend schloss sie sich dem Ligakonkurrenten Váci NKSE an.

### In Auswahlmannschaften
Csíkos gehörte dem Kader der ungarischen Jugendnationalmannschaft an, mit der sie bei der U-17-Europameisterschaft 2021 den Titel gewann und bei der U-18-Weltmeisterschaft 2022 den dritten Platz belegte. Anschließend lief Csíkos für die ungarische Juniorinnenauswahl auf, mit der sie bei der U-19-Europameisterschaft 2023 die Goldmedaille und bei der U-20-Weltmeisterschaft 2024 die Silbermedaille gewann. Sie bestritt am 24. November 2024 ihr Länderspieldebüt für die ungarische A-Nationalmannschaft gegen Ukraine. Bei der Europameisterschaft 2024 gewann sie die Bronzemedaille. Csíkos wirkte in vier Turnierspielen mit, in denen sie fünf Treffer erzielte.